# Guy Reiss
| Odkryte planetoidy: 5 | Odkryte planetoidy: 5 |
| --------------------- | --------------------- |
| (1213) Algeria        | 5 grudnia 1931        |
| (1237) Geneviève      | 2 grudnia 1931        |
| (1299) Mertona        | 18 stycznia 1934      |
| (1300) Marcelle       | 10 lutego 1934        |
| (1376) Michelle       | 29 października 1935  |

Guy Reiss (ur. 1904, zm. 1964) – francuski astronom.
Pracował w obserwatorium w Algierze, a następnie w Obserwatorium w Nicei. Jest odkrywcą 5 planetoid.
Planetoida (1577) Reiss została nazwana jego nazwiskiem.